# 칭동
칭동(秤動)이란, 궤도를 선회하는 천체의 특정한 상대 운동을 일컫는다.

달의 칭동 시뮬레이션

일반적으로 달은 조석 고정화되어 있기 때문에, 항상 지구와 같은 면을 바라본다. 그러나, 이는 계를 단순히 보았을 때이고 사실, 달은 이 칭동 현상 때문에 지구에서는 달 표면의 50%가 아닌 59%가 보인다.

## 달의 칭동
칭동에는 3가지 종류가 있다.
1. 경도 칭동은 달의 타원 궤도로 인한 현상이다. 케플러 법칙에 의해 달의 공전 각속도가 변하는데 반해, 달의 자전 각속도는 일정하기 때문에 달의 겉모습이 1달(근점월, 27.55일)을 주기로 좌우로 진동하게 된다.
2. 위도 칭동은 달과 지구의 궤도 기울기로 인한 현상이다. 지구의 기울어진 자전축에 의해 여름철과 겨울철에 보이는 달의 면이 1년을 주기로 상하로 미세하게 달라진다. 또, 달의 자전축과 달의 공전축으로부터 6.5도 기울어져있기 때문에 1달(항성월, 27.322일)을 주기로 상하로 진동하게 된다.
3. 일주 칭동은 지구 자전의 진동에 의한 현상이다. 관측자는 지구의 중심이 아니라 표면에 있기 때문에, 관측자의 위치에 따라 월출때와 월몰시에 보이는 면이 좌우로 미세하게 달라진다.